# Amélie Le Gall
Pour les articles homonymes, voir Le Gall et Marton.
Marie Amélie Le Gall, connue aussi sous les noms de Lisette de Quintin, Mademoiselle Lisette ou Lisette Marton, est une cycliste de compétition française née le 19 mars 1869 à Quintin. Elle est considérée comme la championne du monde féminine dans ce sport en 1896.

## Biographie

### Jeunesse
Marie Amélie Le Gall naît le 19 mars 1869. Baptisée du même nom qu'une défunte sœur, elle est la neuvième et dernière enfant de Marie et Louis Le Gall, menuisier. Elle aurait été bergère en Bretagne. En 1882, la famille quitte la Bretagne pour Puteaux. L'adolescente doit désormais travailler à l'usine. À 22 ans, elle rencontre Emile Christinet, un jeune suisse ingénieur en électricité et passionné de vélo qui l'initie à ce sport et qu'elle finit par épouser. Ces premiers coups de pédale en amoureux vont changer sa vie. En 1893, elle sillonne la région et s’entraîne sans relâche sur des parcours de plus en plus longs, jusqu’à cent kilomètres. Elle se choisit un pseudonyme, ce sera Lisette Marton.

### Carrière
En 1894, Marton participe à de nombreuses courses à Courbevoie, à Paris puis à Cabourg où elle finit deuxième derrière la fascinante Hélène Dutrieu. Le 26 août, Lisette de Quintin entre dans la cour des grands en finissant huitième, à onze minutes du vainqueur d’une course masculine de cent kilomètres à Longchamp au Bois de Boulogne. Elle est sacrée Championne de France. Elle devient la coqueluche du public quand elle gagne une course contre l'actrice Mlle de Batz. 

En 1895, elle participe à une course au Royal Aquarium de Londres. Elle bat la cycliste écossaise Clara Grace lors du championnat du monde féminin en 1896. 

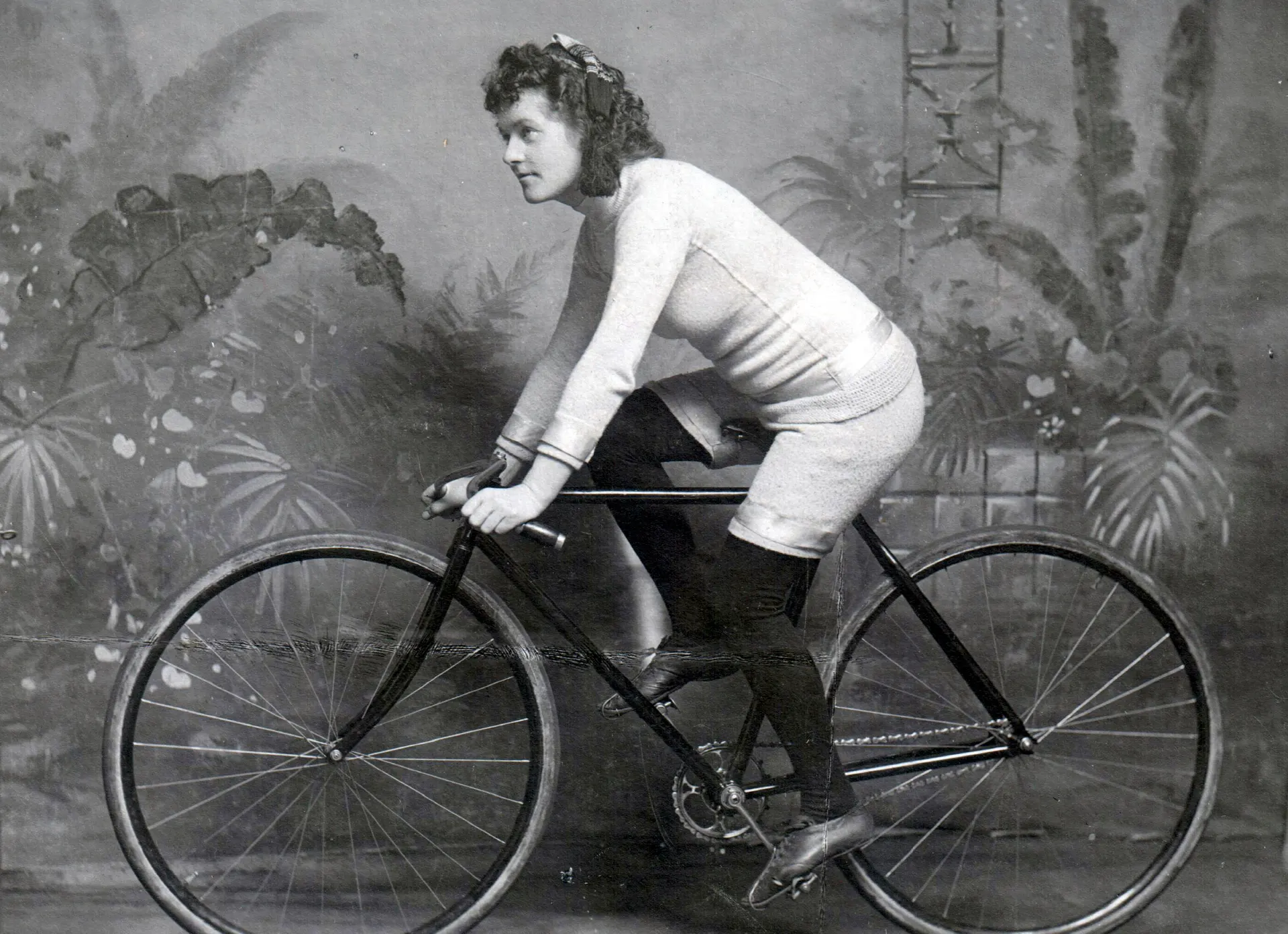
Lisette (Amélie Le Gall), en 1898.

Elle s’entraîne avec l'entraîneur anglais controversé Choppy Warburton,. Il organise des courses à handicaps contre des cyclistes masculins qu'elle gagne, comme contre Albert Champion ou Jimmy Michael,. 
Marton débarque aux États-Unis en 1898 où elle est accueillie par des milliers de fans. Elle participe à des compétitions à Chicago et à Winnipeg. Elle affronte et bat les meilleures athlètes américaines de l'époque Lizzie Glaw, May Stanley, Dottie Farnsworth, Tillie Anderson et Lillie Williams. Elle gagne d'importants cachets et porte les couleurs de ses sponsors comme Simpson Chain, le fabricant britannique de chaînes de bicyclette, ou les cycles Gladiator. 
Ses vêtements sont souvent décrits en détail dans les articles qui la concernent, car la question de savoir ce que les femmes doivent porter à vélo est un sujet de discussion brûlant à l'époque : « En France, Lisette ne porte jamais de robe », rapporte un journal de Chicago en 1898, affirmant que « Lisette n'aime pas les corsets. Pour elle, ils semblent le point culminant de la laideur des tenues féminines, de l'inaptitude et de la stupidité anti-hygiénique. »
Sa carrière de cycliste terminée, elle ouvre avec son époux un restaurant français à La Nouvelle Orléans, puis en Alabama et enfin à Miami. Émile meurt en 1918.

### La pionnière des championnes en France
La petite Française Lisette de Quintin - 1,52 m pour 40 kg, a mis un terme à l'image que la pratique amateur du cyclisme ne privilégiait que les femmes issues de milieux sociaux favorisés. Pourtant c'est une difficile reconnaissance qu'elle dut affronter, malgré un tempérament tout en discrétion, elle perturbait les milieux journalistiques, par son talent et sa suprématie qui devait emmener la requalification d'une hypothétique « Championne », car hors des terrains de course ses défenseurs sont très peu nombreux. 
Son histoire lève le voile sur un pan méconnu des balbutiements du sport féminin, commençant durant « la Belle Époque ». Étant seule de sa classe, sa qualification de « Championne » n'ayant fait preuve d'aucun débat, sa distinction passa inaperçue. Il faudra attendre en France, l'arrivée de la joueuse de tennis Suzanne Lenglen, au début des années 1920, pour faire avancer cette évolution, qui aurait dû être une révolution dans le contexte libérateur des « années folles ». 
Les observateurs et journalistes pratiquaient des stratégies de contournement afin de minorer le terme « Championne ». Ils la décrivaient d'une façon ambivalente puisqu'ils parlaient de la « petite championne », soupçonnant qu'avec une moindre taille on ne pouvait être l'égale des hommes dans son héroïsme. Elle fut aussi masculinisée en ces expressions :  « champion des femmes », « champion féminin » ou autre anglophone « lady champion ». Il faut d’ailleurs attendre 1905 pour que le vrai énoncé distinctif entre dans le Larousse.